# Santo António (São Tomé i Príncipe)

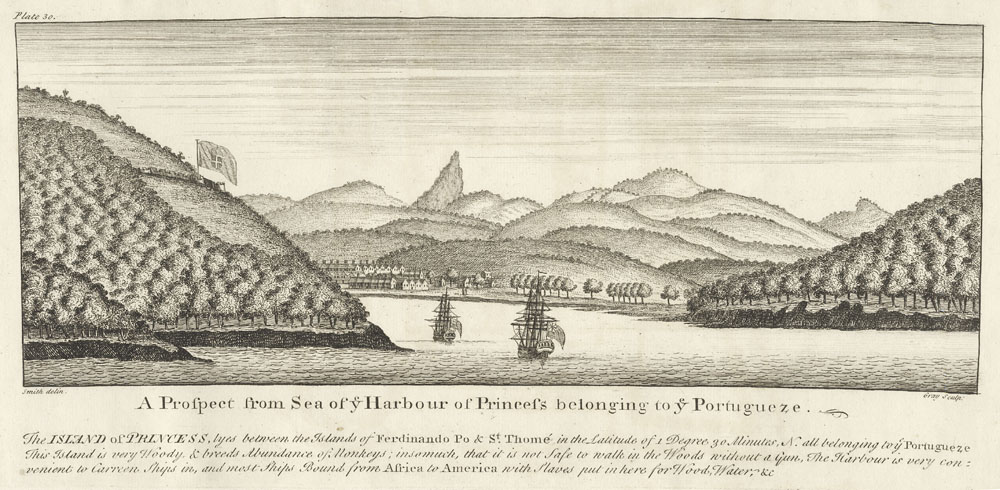
El port de Santo António en un gravat anglès de 1727.

Santo António, també Santo António do Príncipe, és la població més gran de l'illa de Príncipe, a l'estat insular africà de São Tomé i Príncipe. És per tant la capital de la Regió Autònoma de Príncipe, successora de l'antic districte de Pagué. És situada en un port natural al nord-est de l'illa i compta amb un petit aeroport.

## Història
Els portuguesos van arribar a l'illa el dia de Sant Antoni de 1471 i li posaren illa de Santo António. Més tard, hom en canvià el nom pel de Príncipe i el topònim restà només per la ciutat. Santo António ostentà la capitalitat de la colònia portuguesa de São Tomé i Príncipe durant gairebé cent anys, des de 1753 fins a 1852, moment en el qual la seu administrativa va ésser desplaçada a la ciutat de São Tomé, a l'illa de São Tomé.
D'aquella època en resten diversos edificis civils i religiosos d'estil colonial.

## Població
La localitat té uns 1.200 habitants, que es dedicaven tradicionalment a la pesca, el cultiu de cacau i canya de sucre. D'un temps ençà, el turisme ha pres una gran importància i ha començat a transformar aquest panorama.

## Agermanaments
- Aveiro